# البطاحي (حزم العدين)

تعديل مصدري - تعديل

البطاحي محلة تابعة لقرية حويط، التابعة لعزلة الاحكوم بمديرية حزم العدين إحدى مديريات محافظة إب في الجمهورية اليمنية، بلغ تعداد سكانها 91 حسب تعداد اليمن لعام 2004.